# Liga Europa da UEFA de 2010–11 – Fase de Grupos
Legenda
| Classificados para os Dezasseis-avos de Final |
| Eliminados                                    |

## Grupo A
| Equipa            | J | V | E | D | GM | GS | SG | Pts |
| ----------------- | - | - | - | - | -- | -- | -- | --- |
| Manchester City   | 6 | 3 | 2 | 1 | 11 | 6  | +5 | 11  |
| Lech Poznań       | 6 | 3 | 2 | 1 | 11 | 8  | +3 | 11  |
| Juventus          | 6 | 0 | 6 | 0 | 7  | 7  | 0  | 6   |
| Red Bull Salzburg | 6 | 0 | 2 | 4 | 1  | 9  | -8 | 2   |

| 16 de Setembro de 2010 | Red Bull Salzburg | 0 – 2     | Manchester City   | Estádio Wals Siezenheim, Salzburgo |
| 19:00 (UTC+2)          |                   | Relatório | Silva 8' · Jô 63' | Árbitro: GRE Georgios Daloukas     |

| 16 de Setembro de 2010 | Juventus                          | 3 – 3     | Lech Poznań                | Estádio Olímpico de Turim, Turim  |
| 19:00 (UTC+2)          | Chellini 44', 50' · Del Piero 68' | Relatório | Rudņevs 14' (gp), 30', 90' | Árbitro: RUS Vladislav Bezborodov |

| 30 de Setembro de 2010 | Lech Poznań                               | 2 - 0 | Red Bull Salzburg | Stadion Miejski, Poznań         |
| 21:05 (UTC+2)          | Manuel Arboleda 47' · Sławomir Peszko 80' |       |                   | Árbitro: ISL Kristinn Jakobsson |

| 30 de Setembro de 2010 | Manchester City  | 1 - 1 | Juventus              | City of Manchester Stadium, Manchester  |
| 21:05 (UTC+1)          | Adam Johnson 37' |       | Vincenzo Iaquinta 10' | Árbitro: ESP Eduardo Iturralde González |

| 21 de Outubro de 2010 | Manchester City                 | 3 - 1 | Lech Poznań        | City of Manchester Stadium, Manchester |
| 21:05 (UTC+1)         | Emmanuel Adebayor 13', 25', 73' |       | Joël Tshibamba 50' |                                        |

| 21 de Outubro de 2010 | Red Bull Salzburg | 1 - 1 | Juventus         | Estádio Wals Siezenheim, Salzburgo |
| 21:05 (UTC+2)         | Dušan Švento 36'  |       | Miloš Krasić 47' |                                    |

| 4 de Novembro de 2010 | Lech Poznań                                                       | 3 - 1 | Manchester City       | Stadion Miejski, Poznań |
| 19:00 (UTC+1)         | Dimitrije Injac 31' · Manuel Arboleda 86' · Mateusz Możdżeń 90+1' |       | Emmanuel Adebayor 51' |                         |

| 4 de Novembro de 2010 | Juventus | 0 - 0 | Red Bull Salzburg | Estádio Olímpico de Turim, Turim |
| 19:00 (UTC+1)         |          |       |                   |                                  |

| 1 de Dezembro de 2010 | Manchester City                             | 3 - 0 | Red Bull Salzburg | City of Manchester Stadium, Manchester |
| 21:05 (UTC+0)         | Mario Balotelli 18', 65' · Adam Johnson 78' |       |                   |                                        |

| 1 de Dezembro de 2010 | Lech Poznań         | 1 - 1 | Juventus              | Stadion Miejski, Poznań |
| 21:05 (UTC+1)         | Artjoms Rudņevs 12' |       | Vincenzo Iaquinta 84' |                         |

| 16 de Dezembro de 2010 | Red Bull Salzburg | 0 - 1 | Lech Poznań      | Estádio Wals Siezenheim, Salzburgo |
| 19:00 (UTC+1)          |                   |       | Semir Štilić 30' |                                    |

| 16 de Dezembro de 2010 | Juventus              | 1 - 1 | Manchester City | Estádio Olímpico de Turim, Turim |
| 19:00 (UTC+1)          | Niccolò Giannetti 43' |       | Jô 77'          |                                  |

## Grupo B
| Team             | Pld | W | D | L | GF | GA | GD  | Pts |
| ---------------- | --- | - | - | - | -- | -- | --- | --- |
| Bayer Leverkusen | 6   | 3 | 3 | 0 | 8  | 2  | +6  | 12  |
| Aris             | 6   | 3 | 1 | 2 | 7  | 5  | +2  | 10  |
| Atlético Madrid  | 6   | 2 | 2 | 2 | 9  | 7  | +2  | 8   |
| Rosenborg        | 6   | 1 | 0 | 5 | 3  | 13 | −10 | 3   |

| 16 de setembro de 2010 | Aris       | 1 – 0     | Atlético Madrid | Kleanthis Vikelidis, Salónica                 |
| 19:00                  | Javito 59' | Relatório |                 | Público: 16,699 Árbitro: ENG Mark Clattenburg |

| 16 de setembro de 2010 | Bayer Leverkusen                  | 4 – 0     | Rosenborg | BayArena, Leverkusen                            |
| 19:00                  | Helmes 4'} 58' 61' · Reinartz 38' | Relatório |           | Público: 13,062 Árbitro: DEN Nicolai Vollquartz |

| 30 de Setembro de 2010 | Rosenborg                 | 2 – 1     | Aris     | Lerkendal Stadion, Trondheim                |
| 21:05 (UTC+2)          | Moldskred 37' · Prica 68' | Relatório | Ruiz 43' | Público: 11,016 Árbitro: HOL Eric Braamhaar |

| 30 de Setembro de 2010 | Atletico Madrid  | 1 – 1     | Bayer Leverkusen | Estádio Vicente Calderón, Madrid               |
| 21:05                  | Simão 51' (pen.) | Relatório | Derdiyok 39'     | Público: 28,052 Árbitro: ITA Paolo Tagliavento |

| 21 de outubro de 2010 | Atlético Madrid                    | 3 – 0     | Rosenborg | Estádio Vicente Calderón, Madrid              |
| 21:05                 | Godín 17' · Agüero 66' · Costa 78' | Relatório |           | Público: 28,472 Árbitro: SUI Cyril Zimmermann |

| 21 de outubro de 2010 | Aris | 0 – 0     | Bayer Leverkusen | Kleanthis Vikelidis Stadium, Tessalônica       |
| 21:05                 |      | Relatório |                  | Público: 16,372 Árbitro: SWE Martin Ingvarsson |

| 4 de novembro de 2010 | Rosenborg     | 1 – 2     | Atlético Madrid       | Lerkendal Stadion, Trondheim                      |
| 19:00                 | Henriksen 52' | Relatório | Agüero 4' · Tiago 84' | Público: 14,248 Árbitro: RUS Vladislav Bezborodov |

| 4 de novembro de 2010 | Bayer Leverkusen | 1 – 0     | Aris | BayArena, Leverkusen                      |
| 19:00                 | Vidal 90'        | Relatório |      | Público: 18,265 Árbitro: POR Bruno Paixão |

| 1 de dezembro de 2010 | Atlético Madrid         | 2 – 3     | Aris                                | Estádio Vicente Calderón, Madrid        |
| 21:05                 | Forlán 12' · Agüero 16' | Relatório | Koke 2', 51' (pen.) · Lazaridis 81' | Público: 21,154 Árbitro: CRO Ivan Bebek |

| 1 de dezembro de 2010 | Rosenborg | 0 – 1     | Bayer Leverkusen | Lerkendal Stadion, Trondheim            |
| 21:05                 |           | Relatório | Sam 35'          | Público: 11,096 Árbitro: IRL Alan Kelly |

| 16 de dezembro de 2010 | Aris                       | 2 – 0     | Rosenborg | Kleanthis Vikelidis, Salónica                 |
| 19:00                  | Cesarec 45+1' · Faty 90+3' | Relatório |           | Público: 17,283 Árbitro: AUT Thomas Einwaller |

| 16 de dezembro de 2010 | Bayer Leverkusen | 1 – 1     | Atlético Madrid | BayArena, Leverkusen                             |
| 19:00                  | Helmes 69'       | Relatório | Mérida 72'      | Público: 18,903 Árbitro: ROM Alexandru Dan Tudor |

## Grupo C
| Equipa       | J | V | E | D | GM | GS | SG | Pts |
| ------------ | - | - | - | - | -- | -- | -- | --- |
| Sporting     | 0 | 0 | 0 | 0 | 0  | 0  | 0  | 0   |
| Lille        | 0 | 0 | 0 | 0 | 0  | 0  | 0  | 0   |
| Levski Sofia | 0 | 0 | 0 | 0 | 0  | 0  | 0  | 0   |
| Gent         | 0 | 0 | 0 | 0 | 0  | 0  | 0  | 0   |

|              | SPO | LIL | LEV | GEN |
| ------------ | --- | --- | --- | --- |
| Sporting     | –   |     |     |     |
| Lille        |     | –   |     |     |
| Levski Sofia |     |     | –   |     |
| Gent         |     |     |     | –   |

| 16 de Setembro de 2010 | Lille    | 1 - 2 | Sporting                   | Stadium Nord Lille Métropole, Lille |
| 19:00 (UTC+2)          | Frau 57' |       | Vukčević 11' · Postiga 34' | Árbitro: ING Martin Atkinson        |

| 16 de Setembro de 2010 | Levski Sofia | 3 - 2 | Gent | Georgi Aspraruhov, Sófia |
| 19:00 (UTC+3)          |              |       |      | Árbitro: HUN Zsolt Szabó |

| 30 de Setembro de 2010 | Gent |  | Lille | Jules Otten, Gante               |
| 21:05 (UTC+2)          |      |  |       | Árbitro: ROM Alexandru Dan Tudor |

| 30 de Setembro de 2010 | Sporting |  | Levski Sofia | Estádio José Alvalade, Lisboa |
| 21:05 (UTC+1)          |          |  |              | Árbitro: SUI Sascha Kever     |

| 21 de Outubro de 2010 | Sporting |  | Gent | Estádio José Alvalade, Lisboa |
| 21:05 (UTC+1)         |          |  |      |                               |

| 21 de Outubro de 2010 | Lille |  | Levski Sofia | Stadium Nord Lille Métropole, Lille |
| 21:05 (UTC+2)         |       |  |              |                                     |

| 4 de Novembro de 2010 | Gent |  | Sporting | Jules Otten, Gante |
| 19:00 (UTC+1)         |      |  |          |                    |

| 4 de Novembro de 2010 | Levski Sofia |  | Lille | Georgi Aspraruhov, Sófia |
| 19:00 (UTC+2)         |              |  |       |                          |

| 1 de Dezembro de 2010 | Sporting |  | Lille | Estádio José Alvalade, Lisboa |
| 21:05 (UTC+0)         |          |  |       |                               |

| 1 de Dezembro de 2010 | Gent |  | Levski Sofia | Jules Otten, Gante |
| 21:05 (UTC+1)         |      |  |              |                    |

| 16 de Dezembro de 2010 | Lille |  | Gent | Stadium Nord Lille Métropole, Lille |
| 19:00 (UTC+1)          |       |  |      |                                     |

| 16 de Dezembro de 2010 | Levski Sofia |  | Sporting | Georgi Aspraruhov, Sófia |
| 19:00 (UTC+2)          |              |  |          |                          |

## Grupo D
| Equipa        | J | V | E | D | GM | GS | SG | Pts |
| ------------- | - | - | - | - | -- | -- | -- | --- |
| Villarreal    | 0 | 0 | 0 | 0 | 0  | 0  | 0  | 0   |
| Club Brugge   | 0 | 0 | 0 | 0 | 0  | 0  | 0  | 0   |
| Dínamo Zagreb | 0 | 0 | 0 | 0 | 0  | 0  | 0  | 0   |
| PAOK          | 0 | 0 | 0 | 0 | 0  | 0  | 0  | 0   |

|               | VIL | BRU | DIN | PAOK |
| ------------- | --- | --- | --- | ---- |
| Villarreal    | –   |     |     |      |
| Club Brugge   |     | –   |     |      |
| Dinamo Zagreb |     |     | –   |      |
| PAOK          |     |     |     | –    |

| 16 de Setembro de 2010 | Dínamo Zagreb |  | Villarreal | Estádio Maksimir, Zagreb    |
| 19:00 (UTC+2)          |               |  |            | Árbitro: CZE Pavel Kralovec |

| 16 de Setembro de 2010 | Club Brugge |  | PAOK | Estádio Jan Breydel, Bruges     |
| 19:00 (UTC+2)          |             |  |      | Árbitro: SUE Stefan Johannesson |

| 30 de Setembro de 2010 | PAOK |  | Dínamo Zagreb | Toumba Stadium, Salónica   |
| 21:05 (UTC+3)          |      |  |               | Árbitro: FRA Fredy Fautrel |

| 30 de Setembro de 2010 | Villarreal |  | Club Brugge | El Madrigal, Villarreal       |
| 21:05 (UTC+2)          |            |  |             | Árbitro: RUS Maksim Layushkin |

| 21 de Outubro de 2010 | Villarreal |  | PAOK | El Madrigal, Villarreal |
| 21:05 (UTC+2)         |            |  |      |                         |

| 21 de Outubro de 2010 | Dínamo Zagreb |  | Club Brugge | Estádio Maksimir, Zagreb |
| 21:05 (UTC+2)         |               |  |             |                          |

| 4 de Novembro de 2010 | PAOK |  | Villarreal | Toumba Stadium, Salónica |
| 19:00 (UTC+2)         |      |  |            |                          |

| 4 de Novembro de 2010 | Club Brugge |  | Dínamo Zagreb | Estádio Jan Breydel, Bruges |
| 19:00 (UTC+1)         |             |  |               |                             |

| 2 de Dezembro de 2010 | Villarreal |  | Dínamo Zagreb | El Madrigal, Villarreal |
| 21:05 (UTC+1)         |            |  |               |                         |

| 2 de Dezembro de 2010 | PAOK |  | Club Brugge | Toumba Stadium, Salónica |
| 21:05 (UTC+2)         |      |  |             |                          |

| 15 de Dezembro de 2010 | Dínamo Zagreb |  | PAOK | Estádio Maksimir, Zagreb |
| 19:00 (UTC+1)          |               |  |      |                          |

| 15 de Dezembro de 2010 | Club Brugge |  | Villarreal | Estádio Jan Breydel, Bruges |
| 19:00 (UTC+1)          |             |  |            |                             |

## Grupo E
| Equipa      | J | V | E | D | GM | GS | SG | Pts |
| ----------- | - | - | - | - | -- | -- | -- | --- |
| AZ          | 0 | 0 | 0 | 0 | 0  | 0  | 0  | 0   |
| Dínamo Kiev | 0 | 0 | 0 | 0 | 0  | 0  | 0  | 0   |
| BATE        | 0 | 0 | 0 | 0 | 0  | 0  | 0  | 0   |
| Sheriff     | 0 | 0 | 0 | 0 | 0  | 0  | 0  | 0   |

|             | AZ | DIN | BATE | SHE |
| ----------- | -- | --- | ---- | --- |
| AZ          | –  |     |      |     |
| Dinamo Kiev |    | –   |      |     |
| BATE        |    |     | –    |     |
| Sheriff     |    |     |      | –   |

| 16 de Setembro de 2010 | AZ |  | Sheriff | DSB Stadium, Alkmaar     |
| 19:00 (UTC+2)          |    |  |         | Árbitro: FIN Tony Asumaa |

| 16 de Setembro de 2010 | Dínamo Kiev |  | BATE | Estádio Dínamo Lobanovsky, Kiev   |
| 19:00 (UTC+3)          |             |  |      | Árbitro: SUE Markus Strömbergsson |

| 30 de Setembro de 2010 | BATE |  | AZ | Haradzki Stadium, Barysaw     |
| 21:05 (UTC+3)          |      |  |    | Árbitro: CYP Leontios Trattou |

| 30 de Setembro de 2010 | Sheriff |  | Dínamo Kiev | Sheriff Stadium, Tiraspol |
| 21:05 (UTC+3)          |         |  |             | Árbitro: CZE Jiri Jech    |

| 21 de Outubro de 2010 | Sheriff |  | BATE | Sheriff Stadium, Tiraspol |
| 21:05 (UTC+3)         |         |  |      |                           |

| 21 de Outubro de 2010 | AZ |  | Dínamo Kiev | DSB Stadium, Alkmaar |
| 21:05 (UTC+2)         |    |  |             |                      |

| 4 de Novembro de 2010 | BATE |  | Sheriff | Haradzki Stadium, Barysaw |
| 19:00 (UTC+2)         |      |  |         |                           |

| 4 de Novembro de 2010 | Dínamo Kiev |  | AZ | Estádio Dínamo Lobanovsky, Kiev |
| 19:00 (UTC+2)         |             |  |    |                                 |

| 2 de Dezembro de 2010 | Sheriff |  | AZ | Sheriff Stadium, Tiraspol |
| 21:05 (UTC+2)         |         |  |    |                           |

| 2 de Dezembro de 2010 | BATE |  | Dínamo Kiev | Haradzki Stadium, Barysaw |
| 21:05 (UTC+2)         |      |  |             |                           |

| 15 de Dezembro de 2010 | AZ |  | BATE | DSB Stadium, Alkmaar |
| 19:00 (UTC+1)          |    |  |      |                      |

| 15 de Dezembro de 2010 | Dínamo Kiev |  | Sheriff | Estádio Dínamo Lobanovsky, Kiev |
| 19:00 (UTC+2)          |             |  |         |                                 |

## Grupo F
| Equipa          | J | V | E | D | GM | GS | SG | Pts |
| --------------- | - | - | - | - | -- | -- | -- | --- |
| CSKA Moscou     | 0 | 0 | 0 | 0 | 0  | 0  | 0  | 0   |
| Palermo         | 0 | 0 | 0 | 0 | 0  | 0  | 0  | 0   |
| Sparta Praga    | 0 | 0 | 0 | 0 | 0  | 0  | 0  | 0   |
| Lausanne Sports | 0 | 0 | 0 | 0 | 0  | 0  | 0  | 0   |

|                 | CSKA | PAL | SPA | LAU |
| --------------- | ---- | --- | --- | --- |
| CSKA Moscou     | –    |     |     |     |
| Palermo         |      | –   |     |     |
| Sparta Praga    |      |     | –   |     |
| Lausanne Sports |      |     |     | –   |

| 16 de Setembro de 2010 | Sparta Praga |  | Palermo | Generali Arena, Praga          |
| 19:00 (UTC+2)          |              |  |         | Árbitro: GRE Anastassios Kakos |

| 16 de Setembro de 2010 | Lausanne Sports |  | CSKA Moscou | Stade Olympique de la Pontaise, Lausana |
| 19:00 (UTC+2)          |                 |  |             | Árbitro: WAL Simon Lee Evans            |

| 30 de Setembro de 2010 | CSKA Moscou |  | Sparta Praga | Estádio Lujniki, Moscou     |
| 19:00 (UTC+3)          |             |  |              | Árbitro: NOR Tommy Skjerven |

| 30 de Setembro de 2010 | Palermo |  | Lausanne Sports | Estádio Renzo Barbera, Palermo |
| 21:05 (UTC+2)          |         |  |                 | Árbitro: EST Hannes Kaasik     |

| 21 de Outubro de 2010 | Palermo |  | CSKA Moscou | Estádio Renzo Barbera, Palermo |
| 21:05 (UTC+2)         |         |  |             |                                |

| 21 de Outubro de 2010 | Sparta Praga |  | Lausanne Sports | Generali Arena, Praga |
| 21:05 (UTC+2)         |              |  |                 |                       |

| 4 de Novembro de 2010 | CSKA Moscou |  | Palermo | Estádio Lujniki, Moscou |
| 19:00 (UTC+2)         |             |  |         |                         |

| 4 de Novembro de 2010 | Lausanne Sports |  | Sparta Praga | Stade Olympique de la Pontaise, Lausana |
| 19:00 (UTC+1)         |                 |  |              |                                         |

| 2 de Dezembro de 2010 | CSKA Moscou |  | Lausanne Sports | Estádio Lujniki, Moscou |
| 19:00 (UTC+2)         |             |  |                 |                         |

| 2 de Dezembro de 2010 | Palermo |  | Sparta Praga | Estádio Renzo Barbera, Palermo |
| 21:05 (UTC+1)         |         |  |              |                                |

| 15 de Dezembro de 2010 | Sparta Praga |  | CSKA Moscou | Generali Arena, Praga |
| 19:00 (UTC+1)          |              |  |             |                       |

| 15 de Dezembro de 2010 | Lausanne Sports |  | Palermo | Stade Olympique de la Pontaise, Lausana |
| 19:00 (UTC+1)          |                 |  |         |                                         |

## Grupo G
| Equipa       | J | V | E | D | GM | GS | SG | Pts |
| ------------ | - | - | - | - | -- | -- | -- | --- |
| Zenit        | 0 | 0 | 0 | 0 | 0  | 0  | 0  | 0   |
| Anderlecht   | 0 | 0 | 0 | 0 | 0  | 0  | 0  | 0   |
| AEK          | 0 | 0 | 0 | 0 | 0  | 0  | 0  | 0   |
| Hajduk Split | 0 | 0 | 0 | 0 | 0  | 0  | 0  | 0   |

|              | ZEN | AND | AEK | HAJ |
| ------------ | --- | --- | --- | --- |
| Zenit        | –   |     |     |     |
| Anderlecht   |     | –   |     |     |
| AEK          |     |     | –   |     |
| Hajduk Split |     |     |     | –   |

| 16 de Setembro de 2010 | Anderlecht |  | Zenit | Constant Vanden Stock Stadium, Anderlecht |
| 21:05 (UTC+2)          |            |  |       | Árbitro: ALE Manuel Gräfe                 |

| 16 de Setembro de 2010 | AEK |  | Hajduk Split | Estádio Olímpico de Atenas, Atenas |
| 21:05 (UTC+3)          |     |  |              | Árbitro: HOL Bas Nijhuis           |

| 30 de Setembro de 2010 | Hajduk Split |  | Anderlecht | Estádio Poljud, Split        |
| 19:00 (UTC+2)          |              |  |            | Árbitro: TUR Bülent Yıldırım |

| 30 de Setembro de 2010 | Zenit |  | AEK | Estádio Petrovsky, São Petersburgo |
| 19:00 (UTC+3)          |       |  |     | Árbitro: SER Milorad Mažic         |

| 21 de Outubro de 2010 | Zenit |  | Hajduk Split | Estádio Petrovsky, São Petersburgo |
| 19:00 (UTC+3)         |       |  |              |                                    |

| 21 de Outubro de 2010 | Anderlecht |  | AEK | Constant Vanden Stock Stadium, Anderlecht |
| 19:00 (UTC+2)         |            |  |     |                                           |

| 4 de Novembro de 2010 | Hajduk Split |  | Zenit | Estádio Poljud, Split |
| 21:05 (UTC+1)         |              |  |       |                       |

| 4 de Novembro de 2010 | AEK |  | Anderlecht | Estádio Olímpico de Atenas, Atenas |
| 21:05 (UTC+2)         |     |  |            |                                    |

| 1 de Dezembro de 2010 | Zenit |  | Anderlecht | Estádio Petrovsky, São Petersburgo |
| 19:00 (UTC+2)         |       |  |            |                                    |

| 1 de Dezembro de 2010 | Hajduk Split |  | AEK | Estádio Poljud, Split |
| 19:00 (UTC+1)         |              |  |     |                       |

| 16 de Dezembro de 2010 | Anderlecht |  | Hajduk Split | Constant Vanden Stock Stadium, Anderlecht |
| 21:05 (UTC+1)          |            |  |              |                                           |

| 16 de Dezembro de 2010 | AEK |  | Zenit | Estádio Petrovsky, São Petersburgo |
| 21:05 (UTC+2)          |     |  |       |                                    |

## Grupo H
| Equipa     | J | V | E | D | GM | GS | SG | Pts |
| ---------- | - | - | - | - | -- | -- | -- | --- |
| Stuttgart  | 0 | 0 | 0 | 0 | 0  | 0  | 0  | 0   |
| Getafe     | 0 | 0 | 0 | 0 | 0  | 0  | 0  | 0   |
| Odense     | 0 | 0 | 0 | 0 | 0  | 0  | 0  | 0   |
| Young Boys | 0 | 0 | 0 | 0 | 0  | 0  | 0  | 0   |

|            | STU | GET | ODE | YOB |
| ---------- | --- | --- | --- | --- |
| Stuttgart  | –   |     |     |     |
| Getafe     |     | –   |     |     |
| Odense     |     |     | –   |     |
| Young Boys |     |     |     | –   |

| 16 de Setembro de 2010 | Stuttgart |  | Young Boys | Mercedes-Benz Arena, Stuttgart |
| 21:05 (UTC+2)          |           |  |            | Árbitro: ITA Luca Banti        |

| 16 de Setembro de 2010 | Getafe |  | Odense | Coliseum Alfonso Pérez, Getafe |
| 21:05 (UTC+2)          |        |  |        | Árbitro: NIR Mark Courtney     |

| 30 de Setembro de 2010 | Odense |  | Stuttgart | TRE-FOR Park, Odense           |
| 19:00 (UTC+2)          |        |  |           | Árbitro: ROM Alexandru Deaconu |

| 30 de Setembro de 2010 | Young Boys |  | Getafe | Stade de Suisse, Berna    |
| 19:00 (UTC+2)          |            |  |        | Árbitro: POL Robert Malek |

| 21 de Outubro de 2010 | Young Boys |  | Odense | Stade de Suisse, Berna |
| 19:00 (UTC+2)         |            |  |        |                        |

| 21 de Outubro de 2010 | Stuttgart |  | Getafe | Mercedes-Benz Arena, Stuttgart |
| 19:00 (UTC+2)         |           |  |        |                                |

| 4 de Novembro de 2010 | Odense |  | Young Boys | TRE-FOR Park, Odense |
| 21:05 (UTC+1)         |        |  |            |                      |

| 4 de Novembro de 2010 | Getafe |  | Stuttgart | Coliseum Alfonso Pérez, Getafe |
| 21:05 (UTC+1)         |        |  |           |                                |

| 1 de Dezembro de 2010 | Young Boys |  | Stuttgart | Stade de Suisse, Berna |
| 19:00 (UTC+1)         |            |  |           |                        |

| 1 de Dezembro de 2010 | Odense |  | Getafe | TRE-FOR Park, Odense |
| 19:00 (UTC+1)         |        |  |        |                      |

| 16 de Dezembro de 2010 | Stuttgart |  | Odense | Mercedes-Benz Arena, Stuttgart |
| 21:05 (UTC+1)          |           |  |        |                                |

| 16 de Dezembro de 2010 | Getafe |  | Young Boys | Coliseum Alfonso Pérez, Getafe |
| 21:05 (UTC+1)          |        |  |            |                                |

## Grupo I
| Equipa           | J | V | E | D | GM | GS | SG | Pts |
| ---------------- | - | - | - | - | -- | -- | -- | --- |
| PSV              | 0 | 0 | 0 | 0 | 0  | 0  | 0  | 0   |
| Sampdoria        | 0 | 0 | 0 | 0 | 0  | 0  | 0  | 0   |
| Metalist Kharkiv | 0 | 0 | 0 | 0 | 0  | 0  | 0  | 0   |
| Debreceni        | 0 | 0 | 0 | 0 | 0  | 0  | 0  | 0   |

|                  | PSV | SAM | MET | DEB |
| ---------------- | --- | --- | --- | --- |
| PSV              | –   |     |     |     |
| Sampdoria        |     | –   |     |     |
| Metalist Kharkiv |     |     | –   |     |
| Debreceni        |     |     |     | –   |

| 16 de Setembro de 2010 | Debreceni |  | Metalist Kharkiv | Estádio Puskás Ferenc, Budapeste |
| 21:05 (UTC+2)          |           |  |                  | Árbitro: MKD Aleksandar Stavrev  |

| 16 de Setembro de 2010 | PSV |  | Sampdoria | Philips Stadion, Eindhoven |
| 21:05 (UTC+2)          |     |  |           | Árbitro: ALE Knut Kircher  |

| 30 de Setembro de 2010 | Sampdoria |  | Debreceni | Estádio Luigi Ferraris, Génova |
| 19:00 (UTC+2)          |           |  |           | Árbitro: CZE Libor Kovařik     |

| 30 de Setembro de 2010 | Metalist Kharkiv |  | PSV | Estádio Metalist, Carcóvia |
| 19:00 (UTC+3)          |                  |  |     | Árbitro: FRA Tony Chapron  |

| 21 de Outubro de 2010 | Metalist Kharkiv |  | Sampdoria | Estádio Metalist, Carcóvia |
| 19:00 (UTC+3)         |                  |  |           |                            |

| 21 de Outubro de 2010 | Debreceni |  | PSV | Estádio Puskás Ferenc, Budapeste |
| 19:00 (UTC+2)         |           |  |     |                                  |

| 4 de Novembro de 2010 | Sampdoria |  | Metalist Kharkiv | Estádio Luigi Ferraris, Génova |
| 21:05 (UTC+1)         |           |  |                  |                                |

| 4 de Novembro de 2010 | PSV |  | Debreceni | Philips Stadion, Eindhoven |
| 21:05 (UTC+1)         |     |  |           |                            |

| 1 de Dezembro de 2010 | Metalist Kharkiv |  | Debreceni | Estádio Metalist, Carcóvia |
| 19:00 (UTC+2)         |                  |  |           |                            |

| 1 de Dezembro de 2010 | Sampdoria |  | PSV | Estádio Luigi Ferraris, Génova |
| 19:00 (UTC+1)         |           |  |     |                                |

| 16 de Dezembro de 2010 | Debreceni |  | Sampdoria | Estádio Puskás Ferenc, Budapeste |
| 21:05 (UTC+1)          |           |  |           |                                  |

| 16 de Dezembro de 2010 | PSV |  | Metalist Kharkiv | Philips Stadion, Eindhoven |
| 21:05 (UTC+1)          |     |  |                  |                            |

## Grupo J
| Equipa            | J | V | E | D | GM | GS | SG | Pts |
| ----------------- | - | - | - | - | -- | -- | -- | --- |
| Sevilla           | 0 | 0 | 0 | 0 | 0  | 0  | 0  | 0   |
| PSG               | 0 | 0 | 0 | 0 | 0  | 0  | 0  | 0   |
| Borussia Dortmund | 0 | 0 | 0 | 0 | 0  | 0  | 0  | 0   |
| Karpaty Lviv      | 0 | 0 | 0 | 0 | 0  | 0  | 0  | 0   |

|                   | SEV | PSG | BOR | KAR |
| ----------------- | --- | --- | --- | --- |
| Sevilla           | –   |     |     |     |
| PSG               |     | –   |     |     |
| Borussia Dortmund |     |     | –   |     |
| Karpaty Lviv      |     |     |     | –   |

| 16 de Setembro de 2010 | Karpaty Lviv |  | Borussia Dortmund | Ukraina Stadium, Lviv          |
| 21:05 (UTC+3)          |              |  |                   | Árbitro: SUI Claudio Circhetta |

| 16 de Setembro de 2010 | Sevilla |  | PSG | Estádio Ramón Sánchez Pizjuán, Sevilla |
| 21:05 (UTC+2)          |         |  |     | Árbitro: AUT Robert Schörgenhofer      |

| 30 de Setembro de 2010 | PSG |  | Karpaty Lviv | Estádio Parc des Princes, Paris |
| 19:00 (UTC+2)          |     |  |              | Árbitro: CRO Marijo Strahonja   |

| 30 de Setembro de 2010 | Borussia Dortmund |  | Sevilla | Signal Iduna Park, Dortmund |
| 19:00 (UTC+2)          |                   |  |         | Árbitro: ING Mike Dean      |

| 21 de Outubro de 2010 | Borussia Dortmund |  | PSG | Signal Iduna Park, Dortmund |
| 19:00 (UTC+2)         |                   |  |     |                             |

| 21 de Outubro de 2010 | Karpaty Lviv |  | Sevilla | Ukraina Stadium, Lviv |
| 19:00 (UTC+3)         |              |  |         |                       |

| 4 de Novembro de 2010 | PSG |  | Borussia Dortmund | Estádio Parc des Princes, Paris |
| 21:05 (UTC+1)         |     |  |                   |                                 |

| 4 de Novembro de 2010 | Sevilla |  | Karpaty Lviv | Estádio Ramón Sánchez Pizjuán, Sevilla |
| 21:05 (UTC+1)         |         |  |              |                                        |

| 2 de Dezembro de 2010 | Borussia Dortmund |  | Karpaty Lviv | Signal Iduna Park, Dortmund |
| 19:00 (UTC+1)         |                   |  |              |                             |

| 2 de Dezembro de 2010 | PSG |  | Sevilla | Estádio Parc des Princes, Paris |
| 19:00 (UTC+1)         |     |  |         |                                 |

| 15 de Dezembro de 2010 | Karpaty Lviv |  | PSG | Ukraina Stadium, Lviv |
| 21:05 (UTC+2)          |              |  |     |                       |

| 15 de Dezembro de 2010 | Sevilla |  | Borussia Dortmund | Estádio Ramón Sánchez Pizjuán, Sevilla |
| 21:05 (UTC+1)          |         |  |                   |                                        |

## Grupo K
| Equipa          | J | V | E | D | GM | GS | SG | Pts |
| --------------- | - | - | - | - | -- | -- | -- | --- |
| Liverpool       | 0 | 0 | 0 | 0 | 0  | 0  | 0  | 0   |
| Steua Bucareste | 0 | 0 | 0 | 0 | 0  | 0  | 0  | 0   |
| Napoli          | 0 | 0 | 0 | 0 | 0  | 0  | 0  | 0   |
| Utrecht         | 0 | 0 | 0 | 0 | 0  | 0  | 0  | 0   |

|                 | LIV | STE | NAP | UTR |
| --------------- | --- | --- | --- | --- |
| Liverpool       | –   |     |     |     |
| Steua Bucareste |     | –   |     |     |
| Napoli          |     |     | –   |     |
| Utrecht         |     |     |     | –   |

| 16 de Setembro de 2010 | Napoli |  | Utrecht | Estádio San Paolo, Nápoles |
| 21:05 (UTC+2)          |        |  |         | Árbitro: HUN Istvan Vad    |

| 16 de Setembro de 2010 | Liverpool |  | Steua Bucareste | Anfield, Liverpool                 |
| 21:05 (UTC+1)          |           |  |                 | Árbitro: ESP César Muñiz Fernández |

| 30 de Setembro de 2010 | Steua Bucareste |  | Napoli | Estádio Ghencea, Bucareste |
| 19:00 (UTC+3)          |                 |  |        | Árbitro: POL Marcin Borski |

| 30 de Setembro de 2010 | Utrecht |  | Liverpool | Galgenwaard, Utrecht      |
| 19:00 (UTC+2)          |         |  |           | Árbitro: POR Duarte Gomes |

| 21 de Outubro de 2010 | Utrecht |  | Steua Bucareste | Galgenwaard, Utrecht |
| 19:00 (UTC+2)         |         |  |                 |                      |

| 21 de Outubro de 2010 | Napoli |  | Liverpool | Estádio San Paolo, Nápoles |
| 19:00 (UTC+2)         |        |  |           |                            |

| 4 de Novembro de 2010 | Steua Bucareste |  | Utrecht | Estádio Ghencea, Bucareste |
| 21:05 (UTC+2)         |                 |  |         |                            |

| 4 de Novembro de 2010 | Liverpool |  | Napoli | Anfield, Liverpool |
| 21:05 (UTC+0)         |           |  |        |                    |

| 2 de Dezembro de 2010 | Utrecht |  | Napoli | Galgenwaard, Utrecht |
| 19:00 (UTC+1)         |         |  |        |                      |

| 2 de Dezembro de 2010 | Steua Bucareste |  | Liverpool | Estádio Ghencea, Bucareste |
| 19:00 (UTC+2)         |                 |  |           |                            |

| 15 de Dezembro de 2010 | Napoli |  | Steua Bucareste | Estádio San Paolo, Nápoles |
| 21:05 (UTC+1)          |        |  |                 |                            |

| 15 de Dezembro de 2010 | Liverpool |  | Utrecht | Anfield, Liverpool |
| 21:05 (UTC+0)          |           |  |         |                    |

## Grupo L
| Time       | Pld | W | D | L | GF | GA | GD  | Pts |
| ---------- | --- | - | - | - | -- | -- | --- | --- |
| Porto      | 6   | 5 | 1 | 0 | 14 | 4  | +10 | 16  |
| Beşiktaş   | 6   | 4 | 1 | 1 | 9  | 6  | +3  | 13  |
| Rapid Wien | 6   | 1 | 0 | 5 | 5  | 12 | −7  | 3   |
| CSKA Sofia | 6   | 1 | 0 | 5 | 4  | 10 | −6  | 3   |

| 16 de Setembro de 2010 | Beşiktaş  | 1 – 0     | CSKA Sofia | Beşiktaş İnönü Stadyumu, Istanbul            |
| 21:05                  | Ernst 90' | Relatório |            | Público: 25,035 Árbitro: FRA Laurent Duhamel |

| 16 de Setembro de 2010 | Porto                                        | 3 – 0     | Rapid Wien | Estádio do Dragão, Porto                      |
| 21:05                  | Rolando 26' · Falcão Garcia 65' · Micael 77' | Relatório |            | Público: 30,014 Árbitro: SCO Douglas McDonald |

| 30 de Setembro de 2010 | Rapid Wien | 1 – 2     | Besiktas               | Ernst-Happel-Stadion, Viena                   |
| 19:00                  | Kavlak 51' | Relatório | Hološko 55' · Bobô 64' | Público: 47,200 Árbitro: BLR Aleksei Kulbakov |

| 30 de Setembro de 2010 | CSKA Sofia | 0 – 1     | Porto             | Estádio Nacional Vasil Levski, Sófia    |
| 19:00                  |            | Relatório | Falcão Garcia 16' | Público: 17,231 Árbitro: ISR Alon Yefet |

| 21 de Outubro de 2010 | CSKA Sofia | 0 – 2     | Rapid Wien                  | Estádio Nacional Vasil Levski, Sófia         |
| 19:00 (UTC+3)         |            | Relatório | Vennegoor 28' · Hofmann 32' | Público: 7,996 Árbitro: CYP Leontios Trattou |

| 21 de Outubro de 2010 | Besiktas   | 1 – 3     | Porto                             | Beşiktaş İnönü Stadyumu, Istambul              |
| 19:00                 | Bobô 90+2' | Relatório | Falcão Garcia 26' · Hulk 59', 77' | Público: 21,722 Árbitro: ESP Carlos Clos Gómez |

| 4 de Novembro de 2010 | Rapid Wien        | 1 – 2     | CSKA Sofia                   | Ernst-Happel-Stadion, Viena                  |
| 21:05 (UTC+1)         | Salihi 56' (pen.) | Relatorio | Yanchev 50' · Marquinhos 64' | Público: 48,200 Árbitro: WAL Simon Lee Evans |

| 4 de Novembro de 2010 | Porto                    | 1 – 1     | Besiktas  | Estádio do Dragão, Porto                       |
| 21:05 (UTC+0)         | Falcão Garcia 36' (pen.) | Relatorio | Nihat 62' | Público: 34,139 Árbitro: ITA Paolo Tagliavento |

| 2 de Dezembro de 2010 | CSKA Sofia   | 1 – 2     | Besiktas                    | Estádio Nacional Vasil Levski, Sófia         |
| 19:00 (UTC+2)         | Sheridan 79' | Relatorio | Zápotočný 59' · Hološko 64' | Público: 9,100 Árbitro: NOR Tom Harald Hagen |

| 2 de Dezembro de 2010 | Rapid Wien  | 1 – 3     | Porto                     | Ernst-Happel-Stadion, Viena                     |
| 19:00                 | Trimmel 39' | Relatório | Falcão Garcia 42' 85' 88' | Público: 53,008 Árbitro: MKD Aleksandar Stavrev |

| 15 de Dezembro de 2010 | Besiktas                 | 2 – 0     | Rapid Wien | Beşiktaş İnönü Stadyumu, Istambul            |
| 21:05                  | Quaresma 32' · Ernst 45' | Relatório |            | Público: 16,686 Árbitro: DEN Peter Rasmussen |

| 15 de Dezembro de 2010 | Porto                                             | 3 – 1     | CSKA Sofia | Estádio do Dragão, Porto                       |
| 21:05                  | Otamendi 22' · Micael 54' · James Rodríguez 90+3' | Relatório | Delev 48'  | Público: 22,930 Árbitro: SWI Claudio Circhetta |